# Li Martins
Patricia Lissa Kashiwaba Martins (sinh ngày 29 tháng 3 năm 1984), hay còn được biết đến với nghệ danh là Li Martins, là nữ ca sĩ kiêm sáng tác nhạc, diễn viên người Brasil. Năm 2002, cô giành chiến thắng trong cuộc thi tìm kiếm tài năng âm nhạc Popstars và gia nhập nhóm nhạc nữ Rouge. Cô hoạt động trong nhóm cho đến năm 2005, cũng trong khoảng thời gian này, nhóm đã ra mắt khán giả bốn album phòng thu là: Rouge (2002), C'est La Vie (2003), Blá Blá Blá (2004) và Mil e Uma Noites (2005). Tổng cộng với các album này, nhóm đã bán được sáu triệu đĩa. Thành tích này giúp Rouge trở thành một trong những ban nhạc nổi tiếng nhất Brazil cũng như nằm trong top hai mươi nhóm nhạc nữ thành công về mặt thương mại nhất trên phạm vi thế giới.

## Đời tư
Vào tháng 4 năm 2007, Martins bắt đầu hẹn hò với nam ca sĩ Matheus Herriez, anh từng là thành viên ban nhạc Br'oz. Cả hai cử hành lễ kết hôn vào ngày 20 tháng 5 năm 2009 tại một nhà thờ ở thành phố São Paulo. Năm năm sau, vào năm 2014, cô ly hôn với Herriez. Sự việc được giữ bí mật cho đến khi cô chia sẻ vào tháng 10 năm 2015. Vào tháng 12 năm 2015, cô bắt đầu hẹn hò với nam người mẫu João Paulo Mantovani. Tháng 2 năm 2017, cặp đôi cho biết đang mong muốn sinh con. Vào ngày 14 tháng 6 năm 2017, sau khi cả hai đã chia tay, Li sinh được một bé gái, đặt tên là Antonella.